# طوكيو سكاي تري

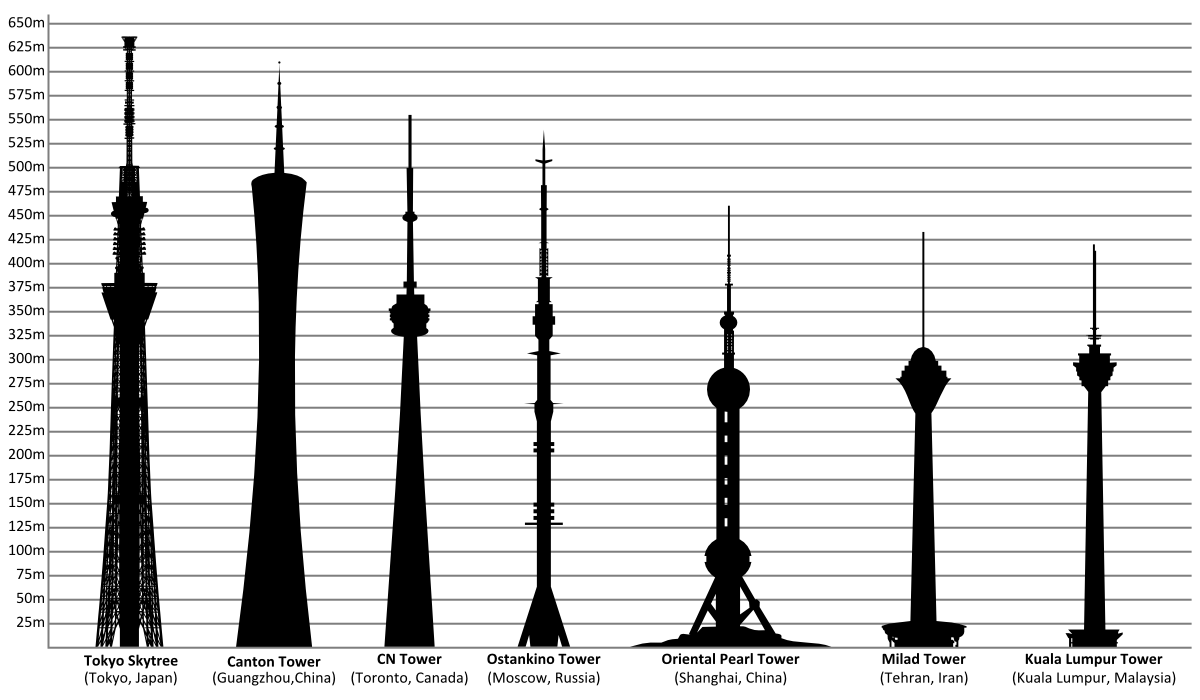
ارتفاع برج شجرة سماء طوكيو مقارنة باطول ابراج الاذاعة في العالم

طوكيو سكاي تري (بالإنجليزية: Tokyo Sky Tree)‏ (باليابانية: 東京スカイツリー) والتي تعني حرفيا «شجرة سماء طوكيو» هو برج اتصالات يضم مطاعم وبرج إطلالة يقع في سوميدا، طوكيو، اليابان.
يعتبر هذا البرج أعلى برج مبنى في اليابان منذ عام 2010، حيث وصل البرج إلى ارتفاع 634 متر في مارس 2011، واكتملت أعمال البناء فيه في 29 فبراير 2012، ويخطط لافتتاحه للعامة في 22 مايو 2012.
تم الإشراف على بناء البرج من قبل شركة توبو للسكك الحديدية بالإضافة إلى مجموعة من ست شركات بث إذاعي محلية في مقدمتها هيئة الإذاعة اليابانية.
تم بناء طوكيو سكاي تري ليكون البرج الرئيسي للبث التلفزيوني والإذاعي وذلك كبديل عن برج طوكيو القديم الذي لم تعد طاقته تكفي لتغطية التلفزة الرقمية الأرضية.
يعتبر طوكيو سكاي تري حاليا أطول برج في العالم حاليا، وثاني أطول مبنى في العالم بعد برج خليفة في دبي.

## التسلسل الزمني في بناء البرج
- 14 حزيران 2008 : احتفال بمناسبة البدء في بناء البرج.
- 6 نيسان 2009 : الانتهاء من أساسات الأعمدة الرئيسية الثلاثة.
- 7 اب 2009 : بلوغ ارتفاع البرج 100 متر.
- 16 تشرين الأول 2009 : ازدياد متوقع في ارتفاع البرج من 610 متر إلى 634 متر ليصبح أعلى برج من الفولاذ.
- 10 تشرين الثاني 2009 : بلوغ ارتفاع البرج 200 متر.
- 29 اذار 2010 : أصبح البرج أطول مبنى في اليابان، ليصل إلى 338 متر.
- 24 نيسان 2010 : تقديم نموذج لطوكيو سكاي تري بمقياس 1:25 في حديقة tobu world square في Nikko, Tochigi.
- 30 تموز 2010 : تخطي ارتفاع البرج 400 متر ليصل إلى 408 متر.
- 11 أيلول 2010 : بلغ البرج 461 متر ليصبح اعلى برج تم بنائه في اليابان متجاوزا برج تسوشيما أوميغا 455 متر.
- 23 تشرين الأول 2010 : الانتهاء من الجزء الرئيسي للبرج بارتفاع يبلغ 497 متر.
- 20 تشرين الثاني 2010 : وضع عازلين مؤقتين في قمة البرج بلغ وزنهما 10 طن.
- 16 كانون الأول 2010 : تجاوز ارتفاع البرج 500 متر إلى 511 متر.
- 16 كانون الأول 2010 : وافقت وزارة الشؤون الداخلية والاتصالات NHK وقنوات التلفزيون الرئيسية الخمسة في طوكيو في بدء البث التلفزيوني.
- 18 كانون الأول 2010 : تركيب هوائي الإرسال للتلفزيون الرقمي.
- 29 شباط 2012 : انتهاء بناء البرج.
- 22 أيار 2012 : افتتاح البرج.

## التصميم
تم نشر التصميم في 24 نوفمبر 2006، استنادا إلى المفاهيم التالية:
- مزيج من التصميم المستقبلي والجمال التقليدي من اليابان.
- حافزا لتنشيط المدينة، المساهمة في الوقاية من الكوارث – ” السلامة والأمن ” .

قاعدة البرج لديها بنية مماثلة ل ترايبود؛ من ارتفاع حوالي 350 متر (1,150 قدم) وأعلاه تم تصميمه على شكل أسطواني لتقديم إطلالة بانورامية على النهر والمدينة.
هناك عدة مراصد، الأول على ارتفاع 350 م (1,150 قدم)، بسعة تصل إلى 2000 شخص، والثاني في 450 متر (1,480 قدم)، بسعة 900 شخص.

### مقاومة الزلازل
تم استخدام تقنية نظام مقاومة الزلازل، من خلال الفصل بين الأساسات المركزية والقضبان الحديدية في بنية البرج، وذلك من أجل تحمل الزلازل والرياح القوية. حيث يوجد هناك أساسات مركزية في البرج الخماسي الياباني التقليدي، ويشبه برج طوكيو سكاي تري البرج الخماسي من الخارج لذلك تم استخدام تقنية مقاومة الزلازل في الأساسات المركزية وتسمى «الأساسات المركزية المقاومة للزلازل».

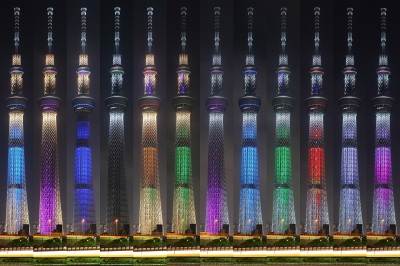
صورة تظهر جميع الوان طوكيو سكاي تري مساءا

### الإضاءة
اللون الرئيسي المستخدم في الإضاءة هو لون إيدو البنفسجي التقليدي، والذي يلفت الانتباه مع ثوب القضبان الحديدية التي تلف بالبرج. حيث تنشر هذه الإضاءة الجمال كالأوراق الذهبية المتساقطة. اما اللون الأزرق الفاتح يعبر عن نهر سوميدا، حيث من الممكن أن تشعر بالقوة وبروح إيدو واليقين من خلال مشاهدة هذا اللون.

## روابط خارجية
- الموقع الرسمي
(إنجليزية)
- Tokyo Skytree Live Camera (يابانية)